# Мигел I (король Португалии)
Мигел I (полное имя: Мигел Мария ду Патросинью Жуан Карлуш Франсиску де Ассис Шавьер де Паула Педру де Алькантара Антониу Рафаэль Габриэль Жоаким Жозе Гонзага Эваристу де Браганса и Бурбон; порт. Miguel Maria do Patrocínio João Carlos Francisco de Assis Xavier de Paula Pedro de Alcântara António Rafael Gabriel Joaquim José Gonzaga Evaristo de Bragança e Bourbon 26 октября 1802[…], Лиссабон — 14 ноября 1866[…], Эссельбах) — король Португалии, правивший во время гражданской войны 1828—1834 годов, регент до прибытия в Португалию Педру IV с 26 февраля по 3 марта 1828 года, регент при Марии II c 3 по 11 июля 1828 года. Его сторонники назывались мигелистами.

## Биография
Мигел родился 26 мая 1801 года в королевском дворце Келуш, располагавшимся в одноимённом городе недалеко от Лиссабона. Он был третьим сыном португальского короля Жуана VI и Карлоты Жоакины Испанской.
Родился в Португалии, но в 1807 году вместе с семьёй уехал в Бразилию, где провёл детство и юность.

### Мигелистские войны
Когда королевская семья вернулась в 1821 году в Португалию, Мигел, при поддержке матери, стал во главе абсолютистов. Его именем названы гражданские войны в Португалии в 1823—1834 годах между сторонниками сохранения конституционной монархии и приверженцами абсолютизма. 30 апреля 1824 года он арестовал министров и окружил стражей королевский дворец. Король, однако, бежал на английском корабле, и Мигел был принуждён просить прощения. Он был выслан из страны и поселился в Вене.
24 ноября 1823 года был награждён орденом Св. Андрея Первозванного.

### Восхождение на трон
После смерти в 1826 году его отца, короля Жуана VI, старший брат Мигела, Педру I, который, как бразильский император, не мог занять португальский престол, провозгласил свою семилетнюю дочь Марию португальской королевой и объявил её невестой Мигела, который до её совершеннолетия должен был быть регентом. Вместе с тем стране была дана либеральная конституция. Мигел согласился на всё, присягнул конституции, обручился со своей племянницей и принял 26 февраля 1828 года регентство, но уже 13 марта распустил конституционные кортесы, созвал старые кортесы и заставил провозгласить себя королём. Тщетно Педру объявлял брата потерявшим все права и его обручение с Марией недействительным. Наконец Педру удалось занять Порту, а затем Лиссабон и снова ввести туда Марию.
В 1834 году Мигел был вынужден подписать в Эворе капитуляцию, по которой он отказывался от всяких притязаний на престол и обещал никогда не возвращаться в Португалию. Вскоре, однако, он протестовал против подписанных им актов, вследствие чего потерял назначенное ему содержание. Мигел и его потомки были исключены из линии наследования португальского престола. Некоторое время Мигел жил в Италии, а после свадьбы поселился в Хайбахе-на-Майне. Конец жизни провёл в Германии в замке Бронбах под Вертхаймом.

### Семья
В 1851 году в возрасте 48 лет Мигел женился на Аделаиде Лёвенштейн-Вертгейм-Розенбергской (1831—1909), от которой имел шестерых дочерей и сына. Он желал стать дедушкой Европы, что осуществилось уже после его смерти. Аделаиде удалось удачно выдать замуж их дочерей. Дети:
- Мария даш Невеш (1852—1941), супруга Альфонсо Карлоса, претендента на испанский трон;
- Мигел (II) (1853—1927), герцог Браганса;
- Мария Тереза (1855—1944), супруга Австрийского эрцгерцога Карла Людвига;
- Мария Жозе (1857—1943), супруга Баварского герцога Карла Теодора;
- Альдегунда (1858—1946), супруга Генриха Бурбон-Пармского;
- Мария Ана (1861—1942), супруга герцога Люксембургского Вильгельма IV;
- Мария Антония (1862—1959), супруга герцога Пармского Роберта I.

Также имел двух внебрачных дочерей.
После смерти бездетных сыновей короля Карлуша I (Луиша Фелипе и Мануэла II) и пресечения Саксен-Кобург-Готской ветви династии Браганса потомки Мигела вновь стали претендентами на португальский трон.
Правнук Мигела Франсишку Шавьер Дамиану ди Браганса ван Уден — сын Марии Аделаиды Португальской — был офицером колониальных войск во время войны в Мозамбике, активно участвовал в послереволюционной политической борьбе как антикоммунистический активист и боевик крайне правых сил, возглавлял военно-оперативный отдел Армии освобождения Португалии. Высказывается в пользу реставрации монархии, но не считает это реальной перспективой в обозримом будущем.